# Карен Силквуд
Карен Силквуд (енгл. Karen Silkwood; Лонгвју, 19. фебруар 1946 — Кресент, 13. новембар 1974) је била америчка активисткиња и члан Радничког одбора. Радила је као хемијски техничар на производњи плутонијумске сачме за нуклеарни реактор. Истраживала је и открила јавности неправилности и малверзације на „Кер-Макги“ постројењима, на којима је радила. Узрок њене погибије још увек није откривен. Пронађена је мртва у колима која су слетела са пута и ударила у одводни канал.
Године 1985. снимљен је филм Силквуд о животу младе активисткиње, са Мерил Стрип у главној улози. Стрипова је за своју улогу била номинована за Оскар за најбољу главну глумицу.

## Породица
Карен Геј Силквуд је рођена у Лонгвјуу, а одрасла је у Нидерланду. Имала је две сестре, Линду и Розмери. Похађала је Универзитет Ламар у Бомонту. Године 1965. удала се за Вилијама Медоуза, радника на нафтоводу, са којим је имала троје деце. Након банкрота због Медоусовог прекомерног трошења и након Медоусовог одбијања да оконча ванбрачну везу, Силквуд га је напустила 1972. и преселила се у Оклахома Сити, где је накратко радила као болничка службеница. : 2 

## Синдикалне активности
Након што је 1972. године ангажована у фабрици Кер-Макги у близини Кресента, Силквуд се придружила локалном синдикату нафтних, хемијских и атомских радника и учествовала у штрајку у фабрици. Након што је штрајк прекинут, изабрана је у преговарачки одбор синдиката, прва жена која је имала такве дужности у фабрици. Добила је задатак да истражи здравствене и безбедносне проблеме. Открила је, како је веровала, бројна кршења здравствених прописа, укључујући излагање радника контаминацији, неисправну респираторну опрему и неправилно складиштење узорака. Она је веровала да недостатак довољних тушева може повећати ризик од контаминације запослених. : 19–23 
Синдикат радника у нафти, хемијској и атомској индустрији рекао је да је „фабрика производила неисправно нуклеарно гориво, фалсификовала записе о инспекцији производа и ризиковала безбедност запослених“. То је претило судским споровима. Током лета 1974. Силквуд је сведочила Комисији за атомску енергију (AEC) о контаминацији, наводећи да су безбедносни стандарди смањени због повећања производње. Појављивала се са осталим члановима синдиката. : 22–23 
Дана 5. новембра 1974. Силквуд је извршила рутинску самопроверу која је показала скоро 400 пута већу од законске границе за контаминацију плутонијумом. Она је деконтаминирана у фабрици и послата кући са комплетом за тестирање да прикупи урин и измет за даљу анализу. Иако је на унутрашњим деловима рукавица које је користила било плутонијума, рукавице нису имале рупе. Ово сугерише да контаминација није дошла из претинца за рукавице, већ из неког другог извора. : 252 
Следећег јутра, док је одлазила на преговарачки састанак синдиката, Силквуд је поново била позитивна на плутонијум, иако је тог јутра обављала само папирологију. Извршена је интензивнија деконтаминација. 7. новембра, када је ушла у постројење, утврђено је да је опасно контаминирана, чак је избацила контаминирани ваздух из плућа. Тим здравствене физике ју је испратио назад до куће и пронашао трагове плутонијума на неколико површина, посебно у купатилу и фрижидеру. Када је кућа касније огољена и деконтаминирана, део њене имовине је морао бити уништен. Силквуд, њен дечко Дру Стивенс и њен цимер Дасти Елис послати су у Националну лабораторију Лос Аламоса на детаљно тестирање како би се утврдио степен контаминације у њиховим телима. : 253 
Било је питања о томе како се Силквуд контаминирала током овог тродневног периода. Она је рекла да је до контаминације у купатилу могло доћи када је просула узорак урина 7. новембра ујутру. Ово је било у складу са доказима да су узорци које је узела код куће имали изузетно висок ниво контаминације, док су узорци узети у „свеже“ тегле у фабрици и у Лос Аламосу показали много мању контаминацију. : 253 
Рекла је да је била контаминирана у фабрици. Менаџмент фабрике рекао је да се Силквуд контаминирала како би нашкодила репутацији компаније. Према књизи Ричарда Л. Рашкеа Убиство Карен Силквуд (1981/2000), обезбеђење у фабрици је било толико слабо да су радници лако могли да прокријумчаре готове пелете плутонијума. : 56–62 Рашке је написао да је растворљива врста плутонијума пронађена у Силквудовом телу дошла из производног простора у који она није приступила четири месеца. Пелет је од тада био ускладиштен у трезору објекта. :  